# Knight Rider (videojuego de 1986)
Knight Rider es un videojuego de 1986 basado en la serie del mismo nombre. Fue desarrollado y publicado por Ocean Software, y fue lanzado en Europa para Amstrad CPC, Commodore 64 y ZX Spectrum.
En abril de 1985, Ocean Software planeaba crear un juego basado en la serie de televisión, con un lanzamiento programado para finales de año. El juego se retrasó varias veces y se anunció durante más de un año antes de su eventual lanzamiento en 1986. "Knight Rider" fue considerado una decepción y fue criticado por sus gráficos y jugabilidad.

## Jugabilidad
Knight Rider se basa en la serie del mismo nombre. Michael Knight y KITT se enteran de un complot terrorista destinado a desencadenar Tercera Guerra Mundial. El jugador recibe un mapa de los Estados Unidos y debe elegir una de varias ciudades. La mayor parte del juego consiste en niveles de conducción en los que el jugador viaja a la ciudad seleccionada mientras evita el fuego enemigo de los helicópteros que se aproximan. Durante un nivel de conducción, el jugador recibe una vista en primera persona en el asiento del conductor. El jugador puede elegir jugar como Knight o KITT. Como Knight, el jugador debe disparar a los helicópteros, mientras KITT conduce y evita el fuego enemigo. Jugando como KITT, el jugador puede alcanzar hasta 240 millas por hora, que es más rápido que si KITT conduce él mismo.
Después de cada nivel de conducción, el jugador ingresa a un edificio de operaciones con un plano que se ve desde una perspectiva aérea. Jugando como Knight, el jugador debe navegar por el edificio mientras evita a los guardias que patrullan ciertas áreas. Al final de cada nivel, el jugador encuentra una pista relacionada con el complot terrorista. Luego, el jugador selecciona otra ciudad y repite el proceso.

## Recepción
| Knight Rider |                    |
| --- | ------------------ |
| Puntuaciones de reseñas Evaluador Calificación Metacritic Puntuaciones de críticas Publicación Calificación Crash 39% (ZX Spectrum) [ 13 ] Sinclair User (ZX Spectrum) [ 11 ] Your Sinclair 4/10 (ZX Spectrum) [ 12 ] Zzap!64 16% (C64) [ 2 ] Happy Computer 18/100 (C64) [ 14 ] |                    |
| Puntuaciones de reseñas |                    |
| Evaluador | Calificación       |
| Metacritic |                    |
| |                    |
| |                    |
| Puntuaciones de críticas |                    |
| Publicación | Calificación       |
| Crash | 39% (ZX Spectrum)  |
| Sinclair User | (ZX Spectrum)      |
| Your Sinclair | 4/10 (ZX Spectrum) |
| Zzap!64 | 16% (C64)          |
| Happy Computer | 18/100 (C64)       |
| |                    |

Los críticos consideraron que Knight Rider fue una decepción que no valió la pena la espera. Los críticos de Zzap! 64 concluyeron: "Seguramente, después de dieciséis meses, Ocean podría haber encontrado algo mejor que esto". Tim Metcalfe de 'Computer and Video Games' 'consideró que Knight Rider era "horrible", afirmando que no tenía características redentoras. Jim Douglas de  Sinclair User  declaró que el juego carecía de inspiración y escribió que era tan "mediocre como la serie de televisión de la que se tomó, pero no califica para de-tan-malo-es-bueno."
"Computer Trade Weekly" declaró que el juego debería evitarse, calificándolo de "una absoluta pérdida de tiempo". Phil South de  Your Sinclair  declaró que  Knight Rider  "habría sido un esfuerzo justo para un juego económico, pero por un precio completo, juego con licencia de una importante empresa de software, ¡no tiene esperanza!" Metcalfe stated that the game would be criticized even as a budget release.
La jugabilidad fue criticada de diversas maneras por ser tediosa, aburrida y demasiado fácil. South escribió que KITT "es virtualmente impermeable" a los daños y, por lo tanto, "puedes jugar el juego con bastante alegría (dejando que KITT te lleve a la siguiente ubicación) y hacer otra cosa. Estoy 'jugando' el juego ahora mientras escribo esto, lo que supongo que es una señal bastante segura de lo complicado que es el juego". Se criticaron los gráficos, especialmente los niveles de conducción. South declaró que los helicópteros se parecían a langostas gigantes. Metcalfe opinó que los gráficos tenían la apariencia desactualizada de un viejo juego de conducción ZX81, mientras que escribió que los gráficos "son extremadamente básicos y poco interesantes, al igual que el juego en sí".